# Дуань Юнпін
Дуань Юнпін (кит.: 段永平; піньїнь: Duàn Yǒngpíng; нар. 10 березня 1961, Наньчан, КНР) — китайський підприємець-мільярдер та інженер-електрик. Він заснував корпорації «Subor Electronics Industry» (також був CEO) та «BBK Electronics» (також є головою). Статки Дуаня Юнпіна були оцінені у 1,5 мільярда доларів станом на 2018 рік.

## Раннє життя та освіта
Народився 10 березня 1961 року в місті Наньчан, провінція Цзянсі, Китай. 1978 року вступив до Чжецзянського університету на спеціальність «інженерія безпровідної електроніки». Після закінчення навчання він став викладачем у навчальному центрі для дорослих у «Beijing Oriental Electronics Group» (тепер компанія «BOE Technology Group»). Пізніше він навчався в університеті Женьмінь, де займався економетрією. Він також навчався у «China Europe International Business School» як студент EMBA протягом двох років.

## Кар'єра
1989 року Дуань Юнпін приєднався до компанії в місті Чжуншань і пізніше став її CEO. Менш як за 6 років він створив бізнес-імперію з бренду «Subor» (Xiao Ba Wang, кит.: 小霸王). 1995 року він залишив «Subor» і заснував «BBK Electronics».
Дуань був одним із засновників та колишнім генеральним директором (1989—1995 роки) корпорації «Subor Electronics Industry». На початку компанія мала лише 20 робітників, включаючи самого Дуаня. У них було лише три тисячі юанів готівки, а боргів тим часом два мільйони. Але після зусиль Дуаня компанія швидко стала провідним виробником «навчального комп'ютера» (кит.: 学习机). Вони також виробляли обладнання для відеоігор, завдяки чому отримали понад 200 мільйонів юанів прибутку протягом 1994—1995 років.

### Заснування «BBK Electronics»
28 серпня 1995 року Дуань звільнився з «Subor Electronics Industry» та заснував промислову групу BBK Electronics у Дунґуані, що у провінції Гуандун. Основним продуктом компанії були DVD-плеєри. Також це був відомий бренд телефонів та стереодевайсів.
З 2002 до 2004 року Дуань Юнпін був другим за величиною індивідуальним акціонером (з більш ніж 10 % на піку) після Вільяма Дін Лей.
Станом на 2022 рік компанія володіє брендами OPPO, OnePlus, Realme та Vivo.

## Інші заняття
Разом з Вільямом Дін Лей Дуань Юнпін пожертвував 40 мільйонів доларів США Чжецзянському університету у вересні 2006 року. Це найбільше пожертвування тих років для вищої освіти КНР.
2007 року Дуань Юнпін витратив 620 100 доларів США, щоб пообідати з Ворреном Баффетом. Гроші були передані фонду «Glide». Через успіх на фондовому ринку та благодійну діяльність Дуаня Юнпіна називали «китайським Баффетом».
Станом на 2017 рік мешкає у Каліфорнії, США.